# Сельское поселение посёлок Оссора
1. перенаправление Оссора (посёлок)